# Рибное
Рибное (на руски: Рыбное) е град в Русия, административен център на Рибновски район, Рязанска област. Населението на града към 1 януари 2018 година е 19 700 души.